# Epidendrum yungasense
Epidendrum yungasense là một loài thực vật có hoa trong họ Lan. Loài này được Rolfe ex Rusby mô tả khoa học đầu tiên năm 1895.